# Mocidade Unida do Rosário
GRES Mocidade Unida do Rosário ou apenas Mocidade do Rosário é uma escola de samba de Teresópolis.
| 2010 | º lugar |  | "Nos caminhos da evolução" |